# Плоске (Люблінське воєводство)
Плоске (пол. Płoskie) — село в Польщі, у гміні Замостя Замойського повіту Люблінського воєводства. Населення — 2005 осіб (2011).

## Історія
1564 року вперше згадується православна церква в селі.
За даними етнографічної експедиції 1869—1870 років під керівництвом Павла Чубинського, у селі переважно проживали польськомовні римо-католики, меншою мірою — греко-католики, які також розмовляли польською.
За офіційним переписом населення Польщі 10 вересня 1921 року в селі налічувалося 82 будинки та 626 мешканців, з них 599 римо-католиків, 20 православних і 7 юдеїв; 609 поляків і 17 українців. На сусідніх однойменних колонії і цегельні було 26 домів та 195 жителів, з них 186 римо-католиків, 8 православних і 1 євангельський християнин; 186 поляків, 8 українців і 1 німець.
У 1975—1998 роках село належало до Замойського воєводства.

## Населення
Демографічна структура станом на 31 березня 2011 року:
|          | Загалом | Допрацездатний вік | Працездатний вік | Постпрацездатний вік |
| -------- | ------- | ------------------ | ---------------- | -------------------- |
| Чоловіки | 976     | 219                | 669              | 88                   |
| Жінки    | 1029    | 217                | 623              | 189                  |
| Разом    | 2005    | 436                | 1292             | 277                  |